# Unión Deportiva Las Palmas "C"
La Unión Deportiva Las Palmas "C" es el segundo equipo filial de la Unión Deportiva Las Palmas, club de Las Palmas de Gran Canaria, en la comunidad autónoma de Canarias. Juega en el Grupo XII de la Tercera Federación y disputa sus partidos como local en el Anexo del Estadio Gran Canaria, el cual tiene una capacidad de 500 espectadores.

## Historia
El club fue fundado en 2006, debutando en Segunda Regional, llegando a alcanzar la Interinsular Preferente en 2008. En 2010 el club decidió retirarlo para ser refundado la temporada siguiente.
En 2017 el club consiguió el ascenso a Tercera División por primera vez. En la temporada 2020-21, repitió su mejor clasificación, un sexto puesto, y se ganó el derecho a pasar a la recién creada categoría Tercera División RFEF. En la temporada 2021-22 consiguió su mejor clasificación histórica al quedar subcampeón del grupo. Sin embargo el descenso de Las Palmas Atlético lo obligó a volver a la categoría Regional Preferente de nuevo.
En la temporada 2024-25 obtuvo el cuarto título, tercero consecutivo, de Regional Preferente, y por fin regresó a Tercera Federación, tras el ascenso de Las Palmas Atlético a Segunda Federación.

## Temporadas
| Temporada | Nivel | División   | Posición |
| --------- | ----- | ---------- | -------- |
| 2006-07   | 7     | 2.ª Reg.   | 1.º      |
| 2007-08   | 6     | 1.ª Reg.   | 2.º      |
| 2008-09   | 6     | 1.ª Reg.   | 1.º      |
| 2009-10   | 5     | Reg. Pref. | 6.º      |
| 2010-11   | DNP   | DNP        | DNP      |
| 2011-12   | 7     | 2.ª Reg.   | 1.º      |
| 2012-13   | 6     | 1ª Reg.    | 1.º      |
| 2013-14   | 5     | Reg. Pref. | 4.º      |
| 2014-15   | 5     | Reg. Pref. | 3.º      |
| 2015-16   | 5     | Reg. Pref. | 4.º      |

| Temporada | Nivel | División   | Posición |
| --------- | ----- | ---------- | -------- |
| 2016-17   | 5     | Reg. Pref. | 1.º      |
| 2017-18   | 4     | 3.ª        | 6.º      |
| 2018-19   | 4     | 3.ª        | 6.º      |
| 2019-20   | 4     | 3.ª        | 15.º     |
| 2020-21   | 4     | 3.ª        | 6.ª      |
| 2021-22   | 5     | 3.ª RFEF   | 2.º      |
| 2022-23   | 6     | Reg. Pref. | 1.º      |
| 2023-24   | 6     | Reg. Pref. | 1.º      |
| 2024-25   | 6     | Reg. Pref. | 1.º      |
| 2025-26   | 5     | 3.ª Fed.   |          |

 Ascenso
 Descenso
- 4 temporadas en Tercera División
- 1 temporada en Tercera División RFEF

## Palmarés

### Torneos nacionales
- Subcampeón de la Tercera Federación (1): 2021-22

### Torneos regionales
- Interinsular Preferente de Las Palmas (4): 2016-17, 2022-23, 2023-24 y 2024-25
- Primera Regional Aficionado-Gran Canaria (2): 2008-09 y 2012-13
- Segunda Regional Aficionado-Gran Canaria (2): 2006-07 y 2011-12

### Torneos amistosos
- Trofeo Adolfo Gopar (1): (2019)[11]
- Trofeo de El Pino (1): (2022)[12]
- Torneo Memorial Dilan Santos (1): (2023)[13]
- Torneo Pedro Pérez González (1): (2023)[14]
- Torneo Cristóbal Marchena (1): (2024)[15]
- Torneo Unión Deportiva Barrial (1): (2024)